# Liste des faveurs nobiliaires accordées en Belgique sous le règne des rois Albert Ier et Léopold III
Cette liste reprend, d'une manière chronologique et par type de titres, l'ensemble des personnes ayant bénéficié d'une faveur nobiliaire ou lettre de noblesse sous le règne du roi Albert Ier (roi des Belges de 1909 à 1934), du roi Léopold III (roi des Belges de 1934 à 1951) et du prince Charles, comte de Flandre, régent du royaume de Belgique (1944 à 1950).
L'octroi d'une faveur nobiliaire est une prérogative du pouvoir royal en Belgique.
Cette faveur nobiliaire peut aller de l'octroi de la noblesse personnelle ou la reconnaissance de noblesse à celui d'un titre transmissible à tous ses descendants, voire à une modification des armoiries. Ces faveurs nobiliaires sont accordées sous la forme d'un arrêté royal, signé par le Roi et contresigné par le Ministre des Affaires Etrangères  et publié au Moniteur belge. Cet arrêté royal permet ainsi la levée de lettres patentes dans lesquelles sont reprises la faveur octroyée ainsi que la description des armoiries du bénéficiaire. Par ailleurs, la faveur ne sera pleinement valide qu'à partir du moment où les lettres patentes sont signées et que les droits d'enregistrement et de chancellerie ont été réglés,. La date d'octroi est donc la date des lettres patentes.
La concession ou la reconnaissance d'un titre (chevalier, baron, vicomte, comte, marquis, duc ou prince) implique par essence la concession ou la reconnaissance de la noblesse.
Dans la grande majorité des cas, Albert Ier, Léopold III et le régent Charles ont accordé des concessions de noblesse héréditaire et des titres transmissibles par ordre de primogéniture masculine.
Les simples concessions de noblesse (sans un titre de chevalier ou de baron, par exemple) signifient que le bénéficiaire peut faire suivre son nom du titre d'écuyer pour les hommes (en français). Par ailleurs, ce bénéficiaire peut faire précéder son nom du prédicat de "Messire",.
Ce titre d'écuyer, tout comme le titre de chevalier, n'a pas d'équivalent en français pour les dames. Pour celles-ci, selon la tradition, la noblesse est toujours personnelle.
Sauf cas différents précisés en note, les faveurs nobiliaires mentionnées sont des concessions de noblesse ou de titres (par opposition à des reconnaissances ou des réhabilitations de noblesse). Le mode de transmission des titres est repris en note. Sauf s'il y a une note la mentionnant comme personnelle, la noblesse est d'office considérée comme héréditaire. Si la noblesse est personnelle, le titre conféré est automatiquement personnel également.
Cette liste s'appuie sur les ouvrages de Paul Janssens et Luc Duerloo, "Armorial de la noblesse belge du XVè siècle au XXè siècle" (4 tomes), repris en sources. Les titres et qualités des bénéficiaires d'une faveur nobiliaire sont des informations reprises des mêmes ouvrages. Ils datent de l'année de l'octroi de ladite faveur.

## Faveurs nobiliaires accordées par le roi Albert Ier

### 1910

#### Baron
- Messire Marcel Baeyens[Note 1], écuyer.
- Chevalier Léon van der Elst[Note 2], secrétaire générale du ministère des affaires étrangères.
- Gérard Janssen[Note 2], directeur de la Société générale de Belgique
- Lucien Janssen[Note 3].
- Messire Henri Lambert[Note 1], écuyer.
- Messire Paul Rotsart de Hertaing[Note 3], écuyer, bourgmestre de Saint-André-lez-Bruges.

#### Chevalier
- Messire Léon Schellekens[Note 3], écuyer,

#### Noblesse (écuyer)
- Pierre Dessain, ancien conseiller provincial d'Anvers.
- Louis van Langenhove, industriel.
- Auguste et Franz Oldenhove (de Guertechin).
- Jules, Marc et Maurice Rooman d'Ertbuer.
- Eugène de Savoye, ancien commissaire d'arrondissement à Soignies.
- Charles Wilmart, membre du Conseil provincial du Luxembourg.

### 1911

#### Baron
- Félix de Laage de la Rocheterie de Man d'Attenrode et Wevere[Note 4],[Note 2].
- Messire Maximilien de Troostembergh[Note 3], écuyer, bourgmestre de Hauwaert, membre suppléant du Conseil héraldique.

#### Chevalier
- Messire Edmond Carton de Wiart[Note 2], écuyer, secrétaire du roi Léopold II.

#### Noblesse (écuyer)
- Jean de Bernuth[Note 4].
- François du Four, industriel, échevin de Turnhout.
- Jacques-Joseph, Marie-Joseph, Jacques Louis Simonis.

### 1912

#### Comte
- Baron Jules Greindl[Note 2], ministre d'Etat, envoyé extraordinaire et ministre plénipotentiaire.
- Hilarion de Liedekerke Beaufort [Note 5]
- Messire Oswald Moretus[Note 2], écuyer.

#### Vicomte
- Messire Jean de Villers[Note 2], écuyer.

#### Baron
- Alfred Brugmann[Note 2].
- Messire Léon Capelle[Note 2], écuyer, envoyé extraordinaire et ministre plénipotentiaire, directeur général du ministère des Affaires étrangères, premier président du Conseil d'administration de la Fondation Niederfüllbach.
- Evence Coppée[Note 2].
- Auguste Delbeke[Note 2], ancien ministre des Travaux publics.
- Albert Donny[Note 2], lieutenant-général retraité, aide-de-camp honoraire du Roi.
- Chevalier Henri Powis de Tenbossche[Note 2].
- Fernand van der Straeten[Note 2], docteur en droit.

#### Noblesse (écuyer)
- Georges Calmeyn.
- Jean Cavens, ancien capitaine d'artillerie.
- Richard de Chaffoy de Courcelles[Note 4].
- Henri Delvaux de Fenffe, gouverneur de la province de Liège.
- Louise Fortemps[Note 6], veuve d'Emile Pirmez..
- Elisa[Note 7], Emile et Louis[Note 8] van Hoobrouck de Tewalle.
- Léon van Hoobrouck[Note 8].
- Frédéric van de Kerchove[Note 8].
- Gaston Moeremans, ancien membre du Conseil provincial du Brabant.
- Maurice Pirmez, questeur de la Chambre des représentants.
- Jean et Raoul Pirmez.
- Pierre Scheyven, président de la Cour de cassation.
- Ernst, André, Joseph et Léon Solvyns (nl).

### 1913

#### Vicomte
- Théophile de Lantsheere[Note 2], ministre d'Etat, ancien ministre de la Justice, gouverneur de la Banque nationale de Belgique.

#### Baron
- Chevalier Camille de Borman[Note 2], président du Conseil provincial et membre de la députation permanente du Limbourg, président du Conseil héraldique.

#### Noblesse (écuyer)
- Louis Empain, banquier.
- Gustave de la Roche[Note 8].
- René et Odon de Meren[Note 9], respectivement avocat et président honoraire de la cour d'appel de Bruxelles.

#### Modification d'armoiries
- Baron Hippolyte de Royer de Dour de Fraula, commissaire d'arrondissement de Bruxelles.
- Chevaliers Charles et Eugène Hynderick de Ghelcke.

### 1914

#### Comte
- Charles Woeste[Note 3], ministre d'Etat, membre de la Chambre des représentants.

#### Baron
- Messire Adile Mulle de ter Shueren[Note 2], écuyer, ancien sénateur.

#### Chevalier
- Messire Antoine Ernst de Bunswyck[Note 2], écuyer, directeur, chef de cabinet du ministre de la Justice.
- Messire Edmond t'Serstevens[Note 2], écuyer, ancien membre du Conseil provincial de Liège.

#### Noblesse (écuyer)
- Benoît, Vincent et Gérard Desclée.
- Maurice de Villers du Fourneau

#### Modification d'armoiries
- Marie-Joseph de Riquet, prince de Chimay et de Caraman.
- Marie-Henri de Riquet, prince de Caraman Chimay.
- Marie de Riquet, comtesse de Caraman Chimay, dame d'honneur de la Reine Elisabeth.
- Marie-Joseph de Riquet, prince de Caraman Chimay.
- Victor de Riquet, prince de Chimay, comte de Caraman.

### 1916

#### Vicomte
- Henri François Juien Davignon[Note 10],[Note 11], ancien ministre des Affaires étrangères.

### 1917

#### Baron
- Messire Arthur-Théodore Verhaegen[Note 2],[Note 11], écuyer, ingénieur des ponts et chaussée, membre de la Chambre des représentants.
- Baron Léon van der Elst[Note 12],[Note 11], envoyé extraordinaire et ministre plénipotentiaire à la Cour de Madrid.

### 1919

#### Comte
- Gérard Leman[Note 2], lieutenant-général.
- Messire Joseph de Pret Roose de Calesberg[Note 2], écuyer, sous-lieutenant au corps des interprètes.

#### Vicomte / Vicomtesse
- Henri François Juien Davignon [Note 13], ancien ministre des Affaires étrangères.
- Hélène Calmeyn[Note 6],[Note 3], veuve de Henri François Juien Davignon, ministre des Affaires étrangères.
- Messire Léon du Bus de Warnaffe[Note 2], écuyer, membre de la Chambre des représentants.

#### Baron / Baronne
- Baron Roger de Borchgrave[Note 14], envoyé extraordinaire et ministre plénipotentiaire, chef de cabinet du ministre des Affaires étrangères.
- Messire Emile de Cartier de Marchienne[Note 2], écuyer, ambassadeur extraordinaire et plénipotentiaire à Washington.
- Baron Léon van der Elst [Note 15], envoyé extraordinaire et ministre plénipotentiaire à la Cour de Madrid.
- Messire Henri Delvaux de Fenffe[Note 2], écuyer, gouverneur honoraire de la province de Liège, haut commissaire royal pour la restauration des régions dévastées des provinces de Liège, Namur et Luxembourg.
- Claire Lammens[Note 6],[Note 3], veuve d'Arthur-Théodore Verhaegen.
- Messire Adrien de Montpellier[Note 2], écuyer, vice-président du Conseil provincial de Namur.
- Messire Jean de Troostembergh[Note 2], écuyer.
- Messire Arthur-Théodore Verhaegen [Note 16], écuyer, ingénieur des ponts et chaussée, membre de la Chambre des représentants.

#### Chevalier
- Willy Coppens[Note 2], lieutenant au premier régiment des Grenadiers, détaché au corps d'aviation.

#### Noblesse (écuyer)
- Dominique Jooris, secrétaire de légation de première classe.
- Fernand van den Corput, membre suppléant de la Chambre des représentants.

### 1920

#### Comte
- Baron Charles de Broqueville[Note 2],[Note 17], ministre d'Etat, ancien premier ministre.
- Messire Jean-Baptiste de Hemptinne[Note 2], écuyer, ancien commissaire général de l'Exposition universelle et internationale de Gand.
- Messire Jean de Lichtervelde[Note 2], écuyer.

#### Baron
- Messire Alfred Ancion[Note 1], écuyer.
- Messire Dieudonné Ancion[Note 2], écuyer.
- Messire Jean de Dorlodot[Note 2], écuyer, bourgmestre de Floriffoux.
- Messires Joseph, Léon et René de Dorlodot[Note 2], écuyers.
- Messire Charles de Kerchove d'Exaerde[Note 2], écuyer.
- Messire Daniel Kervyn de Meerendré[Note 2], écuyer.
- Messire Guillaume van Zuylen[Note 2], écuyer, ancien membre du Sénat.

#### Noblesse (écuyer)
- Ferdinand Feyerick, industriel.
- Fernand, Léon, Jules de Quirini[Note 8].

### 1921

#### Comte
- Messire Joseph de Hemptinne[Note 2], écuyer.
- Baron Ernest Descantons de Montblanc et d'Ingelmunster[Note 18].

#### Vicomte
- Messire Jean-François de Biolley[Note 2], écuyer.
- Vicomte Albert de Jonghe[Note 12],[Note 19]
- Messire Alain du Parc Locmaria[Note 1], écuyer, sous-lieutenant de cavalerie retraité, secrétaire de légation de deuxième classe.
- Messires Hadelin et Emile du Parc [Note 2], écuyers.
- Messire Georges Terlinden[Note 2], écuyer, procureur général à la Cour de cassation.
- Messire Léon de Walckiers[Note 18], écuyer, major au premier régiment de Lanciers.

#### Baron / Baronne
- Herman Baltia[Note 2], lieutenant-général, gouverneur d'Eupen et de Malmedy.
- Messire Charles Cartuyvels de Collaert[Note 3], écuyer, lieutenant colonel de cavalerie retraité.
- Messire Louis de Dorlodot[Note 2], écuyer.
- Honoré Drubbel[Note 2], lieutenant-général retraité.
- Messire Louis Empain[Note 2], écuyer, ancien membre du Sénat.
- Messire Jean della Faille de Leverghem[Note 2], écuyer, échevin de Brasschaat.
- Mathilde Hannecart[Note 6],[Note 3], veuve de Jules Rolin, membre du Conseil des mines.
- Messire Paul Holvoet[Note 2], écuyer, président de la Cour de cassation, membre du Conseil héraldique.
- Messire Edouard Kervyn[Note 2], écuyer, directeur général au ministère des Colonies.
- Messire Adrien de la Kethulle de Ryhove[Note 2], écuyer, premier président de la cour d'appel de Gand.
- Augustin Michel du Faing d'Aigremont[Note 2], lieutenant-général retraité.
- Messire Napoléon de Pauw[Note 3], écuyer, procureur général honoraire de la cour d'appel de Gand, membre de l'Académie royale flamande.
- Messire Charles van Pottelsberghe de la Potterie[Note 2], écuyer.
- Messire Guillaume Prisse[Note 2], écuyer, juge au tribunal de première instance de Bruxelles.
- Messire Edouard Prisse[Note 2], écuyer, ingénieur en chef, directeur honoraire des Chemins de fer de l'Etat.
- Marguerite de Ranst de Berchem de Saint Brisson[Note 20], veuve d'André della Faille.
- Edouard Rolin Jacquemyns[Note 2], haut commissaire de la Belgique dans les territoires rhénans.
- Alberic Rolin[Note 2], juge au tribunal mixte germano-belge, professeur à l'université de Gand.
- André Rolin[Note 2], fils de Jules Rolin[Note 21] et de la baronne Mathile Hannecart.
- Messire Arnold d'Udekem d'Acoz[Note 2], écuyer, bourgmestre de Wanfercée-Baulet, ancien conseiller provincial.
- Thomas Vinçotte[Note 2], artiste, membre de l'Académie royale de Belgique.
- Messire Léon de Witte[Note 2], écuyer, lieutenant-général retraité.

#### Chevalier
- Messire Théodore de Corswarem[Note 3], écuyer, président honoraire de la cour d'appel de Liège.
- Messire Jules de Mahieu[Note 2], écuyer.
- Messire Werner Papeians de Morchoven dit van der Strepen[Note 2], écuyer, juge au tribunal de première instance de Bruges.

#### Noblesse (écuyer)
- Jules de Beer de Laer, bourgmestre de La Reid (Theux)
- Charles Belpaire Woeste, sous-lieutenant du deuxième régiment de Chasseurs à cheval.
- Jules Borel de Bitche, membre du Conseil supérieur du Congo.
- Théophile de la Chevalerie[Note 8].
- Ivan et Guy Feyerick.
- Francis, Paul et Albert Houtart, respectivement, avocat à la cour d'appel de Bruxelles, premier maréchal des logis de l'artillerie, substitut du procureur du Roi à Bruxelles.
- Edmond van de Kerchove[Note 8], ancien lieutenant de réserve de l'artillerie.
- Raymond Lippens
- Maurice Auguste Lippens, gouverneur général du Congo.
- Edgard Lippens, bourgmestre de Moerbeke, consul du Portugal.
- Adolphe et Robert de Meulemester, respectivement, vice-gouverneur général du Congo belge et président du tribunal d'appel du Katanga.
- Joseph de Neve, directeur général de la Caisse de reports et dépôts.
- Paul Rolin Hymans, ancien commissaire de district de l'État indépendant du Congo.
- Léon, Daniel et Charles Rolin.
- Jean et Etienne Rolin, fils de Jules Rolin[Note 21] et de la baronne Mathile Hannecart.
- Armand de Volder, membre du Conseil provincial de Namur.
- Jean de Walque, professeur émérite à l'université catholique de Louvain.

#### Modification d'armoiries
- Baron Raymond de Vinck de deux Orp.
- Baron Edouard Prisse.

### 1922

#### Comte
- Messire Henri Carton de Wiart[Note 2], écuyer, Ministre d'Etat, ancien Premier ministre.

#### Baron
- Emile Braun[Note 2], membre de la Chambre des représentants.
- Auguste de Becker Remy[Note 2], questeur du Sénat.
- Chevalier Edmond Carton de Wiart[Note 2], secrétaire honoraire du Roi.
- Messire Armand Casier[Note 2], écuyer, ancien membre du Sénat.
- François Courtens[Note 2], artiste, président du corps professoral de l'Institut supérieur des beaux-arts d'Anvers.
- Guillaume et Victor van Eyll[Note 4],[Note 2].
- Messire Léon Janssens de Bisthoven[Note 2], écuyer, gouverneur de la Flandre Occidentale.
- Messire Henri de Kerchove d'Exaerde[Note 2], écuyer, commissaire de l'arrondissement de Gand-Eeklo.
- Messire Robert de Kerchove d'Exaerde[Note 2], écuyer, membre et secrétaire de la Chambre des représentants.
- Charles Lemmonier[Note 2], avocat à la cour d'appel de Bruxelles, membre de la Chambre des représentants.
- Messire Philippe de Posson[Note 2], écuyer, ancien inspecteur de l'Administration du monopole du tabac de l'Empire Ottoman.
- Messire Charles de Rossius d'Humain[Note 2], écuyer.
- Louis de Sadeleer[Note 2], ministre d'Etat, ancien délégué permanent du gouvernement belge à Washington.
- François Steens[Note 2], échevin de Bruxelles.
- Emile Tibbaut[Note 2], premier vice-président de la Chambre des représentants, président de la Commission supérieure de récupération agricole de Wiesbaden.
- Messire Joseph van Zuylen[Note 2], écuyer, membre du Conseil provincial de Liège.
- Messire Pierre van Zuylen[Note 2], écuyer, conseiller de légation.

#### Chevalier
- Messire Pierre David[Note 2], écuyer, membre de la Chambre des représentants.
- Messire Charles Dessain[Note 2], écuyer, bourgmestre de Malines.

#### Noblesse (écuyer)
- Ernest Gelhé de Beaulieu[Note 4].
- Henri, Fernand et Maurice van Innis, respectivement, bourgmestre d'Assche, major au premier régiment des Lanciers et capitaine de réserve au deuxième régiment des Guides.
- Joseph, Ferdinand et Jean Linard, respectivement directeur des Charbonnages au Vieux Campinaire, volontaire de guerre 1914-1918 et sous-lieutenant de cavalerie.
- Robert de Savoye, colonel commandant le deuxième Régiment de chasseurs à cheval.
- Jean, Maximilien, André, Etienne, Simon, Ferdinand, Robert, Armand, Léopold, Paul et Alfred de Wasseige.
- Robert de Wilde, ingénieur, inspecteur honoraire des Eaux et Forêts.

#### Modification d'armoiries
- Comte Maurice de Lannoy, capitaine-commandant de l'artillerie.

### 1923

#### Prince
- Prince Ernest de Ligne[Note 22],[Note 23], grand d'Espagne de première classe.

#### Comte / Comtesse
- Thécla Degrelle-Rogier[Note 3].

#### Baron / Baronne
- Les filles d'Adolphe von Blanckart [Note 8],[Note 24]
- Messire Jacques Donny[Note 1], écuyer, volontaire de guerre 1914-1918, lieutenant de réserve de cavalerie.
- Messire Albert Donny[Note 2], écuyer, sous-lieutenant de cavalerie.
- Baron Edouard-Louis Empain[Note 25],[Note 14], général-major de réserve, aide de camp honoraire du Roi, ancien directeur général de l'Armement et des services techniques de l'Armée.
- Messire Jean-Louis Empain[Note 1], écuyer.
- Baron Alphone Jacques[Note 26],[Note 14], lieutenant-général.
- Messire Lucien Jacques[Note 1], écuyer, lieutenant d'infanterie.
- Messire Frédéric de Ryckel[Note 2],[Note 27], écuyer, volontaire de guerre 1914-1918.
- Messire Gaston de Trannoy[Note 3], écuyer, capitaine-commandant de cavalerie.
- Messire Joseph-Paul Verhaegen[Note 2], écuyer, conseiller à la Cour de cassation, président de la Commission royale pour la publication des anciennes lois et ordonnances.

#### Chevalier
- Messire Arnold Poullet[Note 2], écuyer, président de chambre de la cour d'appel de Liège.

#### Noblesse (écuyer)
- Louis Cavens.
- Adolphe, Pierre et Jacques Delvaux de Fenffe, volontaires de guerre 1914-1918.
- Léon de Dorlodot[Note 8], commissaire d'arrondissement honoraire.
- Georges, Maurice, Victor, Hector et Henri Henry de Frahan.
- Paul, André et Pierre Malou.
- Emile Taymans, notaire à Tubize.

#### Modification d'armoiries
- Baron Ferdinand de Rennette de Villers-Perwin, général-major.

### 1924

#### Comte / Comtesse
- Messire Alexandre de Hemptinne[Note 2], écuyer, professeur à l'université catholique de Louvain.

#### Vicomte
- Messire Jean le Hardÿ de Beaulieu[Note 1], écuyer, lieutenant de cavalerie.
- Messire Guy le Hardÿ de Beaulieu[Note 2], écuyer, lieutenant de réserve de l'artillerie.
- Messire Ferdinand Jolly[Note 1], écuyer, lieutenant au deuxième régiment des Guides.

#### Baron
- Henri de Beco[Note 2], docter en droit, gouverneur de la province du Brabant.
- Messire Alexandre Ernst de Bunswyck[Note 2], écuyer, conseiller à la cour d'appel de Bruxelles.
- Messire Paul de Gerlache[Note 2], écuyer.
- Messire Adrien de Gerlache de Gomery[Note 2], écuyer, promoteur et chef de l'expédition antarctique belge.
- Messire Georges Holvoet[Note 1], écuyer, gouverneur de la province d'Anvers, avocat général honoraire à la Cour de cassation.
- Messire Désiré de Rochelée[Note 2], écuyer.
- Louis Ruquoy[Note 2], lieutenant-général retraité, ancien commandant de l'armée en Allemagne occupée.
- Messire René Steens[Note 1], écuyer, volontaire de guerre 1914-1918.
- Messire Paul d'Udekem d'Acoz[Note 2], écuyer.
- Messires Fernand, Jacques et Georges Wahis[Note 2], écuyers.

#### Chevalier
- Charles Lagasse de Locht[Note 2], directeur général honoraire des Ponts et Chaussées, avec rang de secrétaire général, du ministère des Travaux publics, président de la Commission royale des Monuments et des Sites.
- Paul von Monschaw[Note 4],[Note 28]
- Messire Arthur Poullet[Note 2], écuyer.

#### Noblesse (écuyer)
- Antoine et John Ball[Note 4]
- Georges Bauwens, avocat à la cour d'appel de Bruxelles.
- Émile de le Court, conseiller à la Cour de cassation.
- Georges, Paul, Victor et Henri de le Court.
- Robert de Fontaine, avocat.
- Édouard Glénisson, commissaire d'arrondissement d'Alost.
- Maurice, Jean et Raymond Jacmart.
- Suzanne Orban[Note 6], veuve de Paul Lippens
- Jean et Robert Lippens, enfants de Suzanne Orban et de Paul LIppens.
- Charles, Ivan et Rodolphe Plissart.
- Marie-Théodore de Scheibler[Note 4].
- Marie Staes[Note 6], veuve de Charles Jacmart.

### 1925

#### Comte
- Messire Charles de Hemptinne[Note 1], écuyer, volontaire de guerre 1914-1918, lieutenant de réserve.

#### Vicomte / Vicomtesse
- Paul Berryer[Note 2], Ministre d'Etat, ancien ministre.
- Chevalier Roger de Ghellinck d'Elseghem Vaernewyck[Note 2], docteur en droit, bourgmestre de Norderwyck.
- Chevalier Marc de Ghellinck d'Elseghem Vaernewyck[Note 2], volontaire de guerre 1914 - 1918, attaché au ministère des Affaires étrangères.
- Chevalier Amaury de Ghellinck d'Elseghem Vaernewyck[Note 2], docteur en droit, volontaire de guerre 1914 - 1918, bourgmestre de Elseghem.
- Paul van Iseghem[Note 2], premier président de la Cour de cassation à Bruxelles.
- Marguerite Kerckx[Note 6],[Note 3], veuve de Léon de Lantsheere.
- Messire Auguste de Lantsheere[Note 2], écuyer, bourgmestre de Meldert.
- Messire Gatien du Parc (Locmaria)[Note 2], écuyer.
- Messire Antoine du Parc (Locmaria)[Note 1], écuyer.
- Vicomte Hadelin du Parc (Locmaria)[Note 25],[Note 14].
- Messire Prosper Poullet[Note 2], écuyer, Premier Ministre, professeur à l'université catholique de Louvain.
- Messire Roger le Sergeant d'Hendecourt[Note 2], écuyer, capitaire-commandant retraité.
- Messire Charles Terlinden[Note 1], écuyer, professeur à l'université catholique de Louvain, membre du Conseil héraldique.

#### Baron / Baronne
- Baron Emile de Cartier de Marchienne[Note 27], ambassadeur extraordinaire et plénipotentiaire à Washington.
- Armand de Ceuninck[Note 2], lieutenant-général retraité, ancien ministre de la Guerre.
- Vicomtesse Marie Davignon[Note 20], veuve de Messire Georges Terlinden, écuyer.
- Messire François van der Elst[Note 2], écuyer, conseiller de légation.
- Messire Maurice Houtart[Note 1], écuyer, membre du Sénat, membre du Conseil héraldique.
- Emmanuel Joostens[Note 2], lieutenant-général, chef de la mission militaire belge en France.
- Messire Edgard de Kerchove d'Ousselghem[Note 2], écuyer, membre du Sénat.
- Messire Emmanuel de Meester[Note 2], écuyer, ancien membre de la Chambre des représentants et du Sénat.
- Maurice Michotte de Welle[Note 2], envoyé extraordinaire et ministre plénipotentiaire honoraire.
- Messire Théodore de Montpellier[Note 1], écuyer.
- Philippe Ostman von der Leye[Note 4],[Note 29]
- Messire Maurice Pirmez[Note 2], écuyer, vice-président de la Chambre des représentants.
- Messires Michel, Etienne, Georges, Jacques, Robert, Louis et Théodore de Roest d'Alkemade Oem de Moesenbroeck[Note 2], écuyers.
- Auguste Roland[Note 2], premier président de la cour d'appel de Gand.
- Messire Marie-Théodore de Scheibler[Note 2], écuyer.
- Messires Philippe, Jacques et André Terlinden[Note 2], écuyers.
- Messire Georges Verhaegen[Note 1], écuyer, major au sixième régiment d'artillerie.

#### Chevalier
- Messire Armand de Callataÿ[Note 2], écuyer, général-major, commandant de l'École de guerre.
- Emmanuel Demeure[Note 2], lieutenant de cavalerie.
- Messire Constantin le Paige[Note 2], écuyer, administrateur-inspecteur de l'université de Liège, membre de l'Académie royale de Belgique.

#### Noblesse (écuyer)
- Ladislas, Philippe et Jules de Brochowski[Note 4], respectivement, lieutenant au premier régiment de Grenadiers, lieutenant d'artillerie et lieutenant de réserve d'artillerie;
- Georges Caroly, juge honoraire au tribunal civil de première instance d'Anvers.
- Michel Cleenewerck de Crayencour.
- Albert de le Court[Note 19].
- Emile, Edouard et Paul van den Corput, officiers de cavalerie (pour les deux premiers).
- Ferdinand Donnet, administrateur de l'Académie royale des beaux-arts d'Anvers.
- Alfred, Léon et Albert Donnet.
- Charles, Ernest et René Goethals, respectivement pour les deux premiers, juge au tribunal de première instance de Courtrai et commissaire d'arrondissement à Courtrai.
- Henri et Armand Hollanders, respectivement volontaire de guerre 1914-1918 et notaire à Louvain, ancien président de la Chambre de discipline des notaires de l'arrondissement de Louvain.
- Paul Lambert, Administrateur-délégué de la SA Charbonnages Limbourg - Meuse.
- Gaston Maus, membre correspondant de la Commission royale des Monuments et des Sites.
- Emile Massange, ingénieur civil des mines, ancien membre de la Commission des hospices civils de Stavelot.
- Léon et Hubert de Harven.
- Jean et Antoine de Halloy.
- Jean de Vaucleroy[Note 4], docteur en médecine.

#### Modification d'armoiries
- Jacques, Pierre, Philippe, André Behaghel de Bueren, écuyers.
- Anne et Laure Behaghel de Bueren.

### 1926

#### Noblesse (écuyer)
- Louis, Adhémar et Adrien Breuls, respectivement, lieutenant au premier régiment de Lanciers et volontaire de guerre 1914-1918, maréchal des logis et volontaire de guerre 1914 - 1918, et premier sergent pilote-aviateur.
- Marie-Antoine Dresse, docteur en médecine.
- Jean Le Febve de Vivy[Note 8], directeur au ministère des Finances, membre du Conseil de l'enregistrement et des domaines.
- Léon Le Febve de Vivy[Note 8], juge au Tribunal de première instance de Dinant, volontaire de guerre 1914 - 1918, lieutenant honoraire au dix-huitième régiment d'artillerie.
- Guillaume de Radiguès de Chennevière[Note 4].

#### Modification d'armoiries
- Baron Théophile de Jamblinne de Meux, général-major retraité, ancien directeur au Musée royal de l'Armée.

### 1927

#### Prince
- Auguste de Croÿ[Note 4],[Note 29],[Note 30], chevalier de l'ordre de la Toison d'Or.

#### Comte
- Messire François Carton de Wiart[Note 1], écuyer, avocat à la cour d'appel de Bruxelles, volontaire de guerre 1914 - 1918.

#### Baron
- Baron Charles Cartuyvels de Collaert[Note 31], lieutenant colonel de cavalerie retraité.
- Louis van de Put[Note 2], banquier.
- Messire René Pycke de Peteghem[Note 2], écuyer, bourgmestre de Poucques, major de cavalerie retraité.
- Messire Paul Terlinden[Note 2], écuyer, avocat honoraire à la cour d'appel de Bruxelles, ancien membre de la Chambre des représentants.
- Charles Tombeur[Note 2], lieutenant-général retraité, ancien commandant militaire de la province du Brabant.

### 1928

#### Vicomte
- Messire Joseph Berryer[Note 1], écuyer, secrétaire de légation, volontaire de guerre 1914-1918.
- Chevalier Charles de Harlez de Deulin[Note 2], membre du Conseil provincial de Namur.
- Messire Yves Poullet[Note 1], écuyer, capitaine d'artillerie, volontaire de guerre 1914-1918.

#### Baron / Baronne
- Messire Hermann de Gaiffier d'Hestroy[Note 1], écuyer, capitaine de cavalerie.
- Messire Baudouin de Maere d'Aertrycke[Note 1], écuyer, officier de cavalerie, volontaire de guerre 1914 - 1918.
- Marie-Georges le Maire de Warzée d'Hermalle (en)[Note 2], envoyé extraordinaire et ministre plénipotentiaire.
- Messire Léon de Lhoneux[Note 2], écuyer, ancien membre du Conseil provincial de Namur, consul d'Uruguay à Namur.
- Messire Fernand Nicaise[Note 1], écuyer, lieutenant d'artillerie, volontaire de guerre 1914 - 1918.
- Messire Adrien Nicaise[Note 2], écuyer.
- Messire Fernand de Ryckman de Betz[Note 2], écuyer, premier délégué du Gouvernement à la Commission franco-belge des dommages de guerre.

#### Chevalier
- Messire Jules de Beer de Laer[Note 2], écuyer, ancien bourgmestre de La Reid, volontaire de guerre 1914 - 1918.
- Jacques Demeure[Note 2], ingénieur, capitaine de réserve de l'artillerie.
- Messire Pierre de Biseau de Hauteville[Note 2], écuyer, avocat à la cour d'appel de Bruxelles.

#### Noblesse (écuyer)
- Pierre de Smet, avocat à la cour d'appel de Gand.
- Arnold van Wassenhove, bourgmestre de Kerkhove, capitaine de réserve honoraire.

### 1929

#### Marquis
- Marquis Pierre Imperiali des princes de Francavilla[Note 25],[Note 14]
- Messire Jean Imperiali des princes de Francavilla[Note 1], écuyer.

#### Comte
- Messire Adolphe de Bethune Hesdigneul[Note 2], écuyer.
- Messire Henri de Hemptinne[Note 1], écuyer.

#### Baron
- Josse Allard[Note 2], banquier.
- Albert de Bassompierre[Note 2], ambassadeur extraordinaire et plénipotentiaire.
- René de Browne[Note 2], administrateur-délégué de la Caisse hypothécaire anversoise.
- Messire Adrien Casier[Note 1], écuyer, conseiller communal à Gand.
- Léon Cassel[Note 2], banquier, consul général honoraire du royaume des Serbes, Croates et Slovènes.
- Léon Frédéric[Note 2], artiste.
- Messire François du Four[Note 2], écuyer, membre du Sénat.
- Messire Alphonse de Haulleville[Note 2], écuyer, directeur honoraire du Musée du Congo belge à Tervueren.
- Messire Francis Houtart[Note 2], écuyer, ancien administrateur du comptoir d'escompte de la Banque nationale de Belgique à Malines.
- Marcel Janssens[Note 2], auditeur général à la Cour militaire.
- Messire Edouard Joly[Note 2],[Note 27], écuyer, premier président de la cour d'appel de Bruxelles.
- Messire Albert de Kerchove d'Exaerde[Note 2], écuyer, premier président honoraire de la cour d'appel de Gand.
- Messire Albert Kervyn d'Oud Mooreghem[Note 2], écuyer, docteur en droit.
- Paul de Launoit (nl)[Note 2], industriel.
- Marie-Guillaume Meyers[Note 2], procureur-général près la cour d'appel de Liège.
- Georges Meyers[Note 2], membre du Sénat.
- Baron Adrien de Montpellier de Vedrin[Note 26],[Note 14], membre de la Chambre des représentants.
- Messire Henri Orban de Xivry[Note 2], écuyer, ancien membre du Conseil provincial du Luxembourg.
- François Silvercruys[Note 2], conseiller à la Cour de cassation.
- Alfred Soupard[Note 2], ingénieur.
- Chevalier François de Schaetzen[Note 2], docteur en droit, ancien membre de la Chambre des réprésentants.

#### Chevalier
- Messire Emile de Bosschaert de Bouwel[Note 2], écuyer, ancien lieutenant de cavalerie.
- Messire Robert Feyerick[Note 2], écuyer, industriel.

#### Noblesse (écuyer)
- Charles Boucher, industriel.
- Emmanuel Bouilliart de Saint Symphorien.
- Carlos van Crombrugghe, bourgmestre de Leerne-Saint-Martin.
- Léon Delebecque.
- Oscar van den Eynde, membre de la Chambre des représentants;
- Louis et Paul Fraeijs de Veubeke, respectivement avocat et capitaine d'infanterie de réserve, et auditeur au Conseil de guerre de la Flandre-Occidentale.
- Louis, Jean, Alphonse et Emile de Halleux, respectivement pour les trois premiers, président de chambre à la cour d'appel de Gand, professeur à l'Université de Gand et juge au tribunal de première instance de Marche.
- Albert t'Kint.
- Omer Lambiotte, administrateur-gérant de charbonnages.

### 1930

#### Prince / Princesse
- Comtesse Hedwige de Croÿ[Note 20], veuve du comte Henri de Mérode, marquis de Westerloo, prince de Rubempré et de Grimberghe.
- Comte Charles de Mérode[Note 29], marquis de Westerloo, prince de Rubempré et de Grimberghe, bourgmestre de Westerloo.
- Comte Paul, Louis et Jean de Mérode[Note 29].

#### Comte
- Comte Jean de Lichtervelde[Note 26],[Note 14].
- Chevalier Maurice de Patoul[Note 2], maréchal de la Cour.

#### Baron / Baronne
- Pol Boël[Note 2], membre du Sénat.
- Hyacinthe Beltjens[Note 2], administrateur de la Sûreté publique.
- Ernest Eeman[Note 2], premier président de la cour d'appel mixte d'Alexandrie.
- James Ensor[Note 2], artiste peintre, membre de l'Académie royale des sciences, des lettres et des beaux-arts de Belgique.
- Chevalier Antoine Ernst de Bunswyck[Note 2], secrétaire général au ministère de la Justice.
- Messire Vincent Ernst de Bunswyck[Note 2], écuyer, consul général en disponibilité, volontaire de guerre 1914 - 1918.
- Messire Victor Gendebien[Note 2], écuyer, conseiller à la Cour de cassation.
- Messire Léon Gendebien[Note 2], écuyer, membre de la Chambre des représentants.
- Emmanuel-Charles Janssen[Note 2], vice-président du comité exécutif du Comité national de secours et d'alimentation.
- Jules Laermans[Note 2], artiste-peintre.
- Julien Liebaert[Note 2], ministre d'Etat, régent de la Banque nationale de Belgique.
- Fritz Liebaert[Note 2], avocat à la cour d'appel de Bruxelles, chef de cabinet honoraire du ministre de l'Industrie et du Travail.
- Chevalier Edmond de Moreau[Note 2].
- Chevalier Léopold de Moreau[Note 2], inspecteur général au ministère des Affaires étrangères.
- Charles Nicaise[Note 2], administrateur-délégué des Etablissements La Lorraine-Dietrich.
- Messire Adolphe Papeians de Morchoven dit van der Strepen[Note 2], écuyer.
- Messire Albert du Roy de Blicquy[Note 2], écuyer, lieutenant-général, aide de camp du Roi.
- Messire Michel de Selys (de) Fanson[Note 1], écuyer, ingénieur civil des mines.
- Messire Jean-Pierre de Selys (de) Fanson[Note 2], écuyer, envoyé extraordinaire et ministre plénipotentiaire à Riga.
- Charles de la Vallée Poussin[Note 2], professeur d'analyse mathématique et de mécanique analytique à l'université catholique de Louvain.
- Messire Jacques de Witte de Haelen[Note 1], écuyer, lieutenant au premier régiment des Guides.
- Messire Michel de Witte de Haelen[Note 2], écuyer.
- Messire Maurice de Woot de Trixhe[Note 2], écuyer,
- Messire Gustave-Marie van Zuylen[Note 1], écuyer.

#### Chevalier
- Messires Alfred, Léon et Walther de Creeft[Note 2], écuyers, respectivement, notaire, capitaine-commandant d'artillerie et sous-lieutenant de réserve de cavalerie.
- François Portmans[Note 2], membre du Sénat.

#### Noblesse (écuyer)
- Edgar de Cooman, avocat honoraire à Bruxelles.
- Henri, Joseph, Georges, Adolphe et Erard Dessain.
- Louis, Paul, Jacques et Jean Gourdet.
- Alfred Leclercq, major au deuxième régiment de Lanciers.
- Arthur Ligy, membre du Sénat.
- Alfred et Paul de Streel, respectivement, inspecteur général honoraire au ministère des Affaires étrangères, et administrateur du comptoir d'escompte de la Banque nationale de Belgique à Nivelles et Bourgmestre d'Hévillers.
- Marie-Henri Roelants, greffier de la province du Limbourg.

### 1931

#### Vicomte
- Aloys van de Vyvere[Note 2], Ministre d'Etat.

#### Baron / Baronne
- Paul de Decker[Note 2].
- Charles Dietrich de Val Duchesse[Note 3], vice-consul de Norvège, camérier d'honneur de cape et d'épée du Pape Pie XI.
- Messire Isidore Fallon[Note 2], écuyer, volontaire de guerre 1914-1918, ancien administrateur territorial principal au Congo belge.
- Messire Eugène Fallon[Note 2], écuyer, volontaire de guerre 1914 - 1918.
- Léon Frédéricq[Note 2], professeur émérite de l'université de Liège, ancien président de l'Académie de médecine de Belgique.
- Marie Gevaert[Note 3], veuve d'Alexandre Halot, fille du baron François-Auguste Gevaert.
- Joseph Gilson[Note 2], volontaire de guerre 1914-1918, président du tribunal de première instance de Bruxelles.
- Florimond Hankar[Note 2], ancien capitaine de l'artillerie, directeur-régent à la Banque nationale de Belgique.
- Georges Leclercq[Note 2], avocat et ancien bâtonnier de l'Ordre des avocats à la Cour de cassation.
- Georges Minne[Note 2], artiste statuaire, membre correspondant de l'Académie royale de Belgique.
- Ferdinand de Posch[Note 2], lieutenant-général retraité, ancien commandant des premier et troisième corps d'armée.
- Alphone Verwilghen[Note 2], membre du Conseil provincial de Flandre orientale.

#### Chevalier
- Michel de Haerne[Note 2], président de Chambre à la cour d'appel de Gand.
- Messire Edouard Lagasse de Locht[Note 1], écuyer, volontaire de guerre 1914 - 1918, officier de réserve attaché à l'Etat-major général de l'armée.
- Messires Louis, Victor et Jacques Lagasse de Locht[Note 2], écuyers, respectivement, directeur général attaché au cabinet du Premier ministre, ingénieur civil des mines et lieutenant de l'artillerie.
- Léon Rosseeuw[Note 2], notaire honoraire, ancien membre de la Chambre des représentants.

#### Noblesse (écuyer)
- Louis Beaucarne, avocat à la cour d'appel de Bruxelles, bourgmestre d'Eenaeme.
- Jacques et Jules van der Belen.
- Alfred van Caubergh, officier d'ordonnance du Roi, major d'artillerie.
- Daniel Coppieters de Gibson, avocat à la cour d'appel de Bruxelles, ancien auditeur au Conseil supérieur du Congo.
- Charles Helbig de Balzac, attaché de légation honoraire.
- Albert et Maurice van der Linden.
- Charles van der Stichelen Rogier.
- Théodore Taymans, président d'honneur de la Fédération des notaires de Belgique.

### 1932

#### Prince
- Comte Auguste de Bethune Hesdigneul[Note 18].

#### Marquis
- Vicomte Gustave du Parc[Note 2].

#### Vicomte
- Vicomte Paul van Iseghem[Note 32], premier président de la Cour de cassation.

#### Baron
- Messire Emile de Beco[Note 1], écuyer.
- Raoul de Hennin de Boussu Walcourt[Note 2], colonel, officier d'ordonnance du roi.
- Victor Horta[Note 2], architecte, membre de l'Académie royale des sciences, des lettres et des beaux-arts de Belgique.
- Jean Keucker de Watlet[Note 2], lieutenant-général retraité.
- Messire Ivan de Radzitzky d'Ostrowick[Note 2], écuyer, conservateur à l'université de Liège.

#### Chevalier
- Adolphe Braas[Note 2], professeur à la Faculté de droit de l'université de Liège, bourgmestre de Celles.

#### Noblesse (écuyer)
- Charles et Jean de Crane d'Heysselaer, administrateurs de sociétés.
- Fernand Anciaux Henry de Faveaux, conseiller à la cour d'appel de Liège.
- Paul, Adrien et Joseph van den Hove d'Ertsenryck, respectivement président du tribunal de première instance de Turnhout, administrateur de la Compagnie auxiliaire congolaise et de la société auxiliaire des plantations Lacourt et auditeur militaire des provinces de Liège, Luxembourg et Namur.

### 1933

#### Prince
- Léopold de Croÿ[Note 5],[Note 30], grand d'Espagne de première classe.

#### Comte
- Messire Charles della Faille de Leverghem[Note 1], écuyer.
- Comte André de Kerchove de Denterghem[Note 12], envoyé extraordinaire et ministre plénipotentiaire, docteur en droit, gouverneur honoraire de la Flandre Orientale.
- Messire Oscar de Lichtervelde[Note 3], écuyer, président de chambre de la cour d'appel.

#### Baron / Baronne
- Messire Trophime de Browne[Note 1], écuyer.
- Joseph van den Bosch[Note 2], procureur général honoraire auprès des juridctions mixtes d'Egypte à Alexandrie.
- Casimir-Jules-Edouard Dubost[Note 3], ancien vice-président du Sénat.
- Messire Emmanuel Descamps[Note 2], écuyer, administrateur-délégué de la SA Usines Remy.
- Messire Robert Gendebien[Note 2], écuyer, membre du Conseil de gérance de la société Solvay et Cie, volontaire de guerre 1914-1918, capitaine de réserve de cavalerie.
- Messire Paul Gendebien[Note 1], écuyer, avocat, bourgmestre de Thuin.
- Messire Georges Gendebien[Note 2], écuyer, lieutenant de réserve de cavalerie.
- Charles dit Carlo Henin[Note 3], directeur général des charbonnages d'Aiseau-Presle à Farciennes et des charbonnages du Petit-Try à Lambusart.
- Messire Paul Houtart[Note 2], écuyer.
- Pauline Jooris[Note 6],[Note 3], veuve de Marie-Charles de Peñaranda de Franchimont.
- Messire Fernand de Kerchove d'Exaerde[Note 1], écuyer.
- Messire Philippe Prisse[Note 1], écuyer.
- Messire Adelin van de Werve de Schilde[Note 2], écuyer.
- Chevalier Fernand de Wouters d'Oplinter[Note 2], membre de la Chambre des représentants, ancien ministre des Affaires économiques.
- Chevalier Charles de Wouters d'Oplinter[Note 1].
- Messire Frédéric van Zuylen[Note 1], écuyer.

#### Chevalier
- Messire Jean-Pierre David[Note 1], écuyer, avocat à la cour d'appel de Liège.
- Eugène Soil[Note 3], président honoraire du tribunal de première instance de Tournai.

#### Noblesse (écuyer)
- Edouard Bernays, avocat, attaché aux Musées royaux d'Arts et d'Histoire.
- Fernand Casier, lieutenant de réserve d'artillerie.
- Prosper de la Fontaine.
- Clément von Grand Ry[Note 4].
- Léon van Iseghem d'Aeltert (neveu du vicomte Paul van Iseghem).
- Pierre Nothomb.
- Albert Speeckaert, industriel.

### 1934

#### Prince
- Réginald de Croÿ[Note 5],[Note 30], envoyé extraordinaire et ministre plénipotentiaire.

#### Baron
- Emile Dossin de Saint Georges[Note 3], lieutenant-général retraité.

## Faveurs nobiliaires accordées par le roi Léopold III

### 1934

#### Comte
- Messire Aloïs-de-Gonzague Moretus Plantin de Bouchout[Note 2], écuyer, docteur en droit, ancien bourgmestre de Wilrijk.
- Comte Ulric de Villegas de Saint-Pierre Jette[Note 33]
- Messires Marie-François-Léon et Marie-François-Robert Carpentier de Changy[Note 2], écuyers, volontaires de guerre 1914-1918

#### Vicomte
- Messire Louis dit Ludovic van de Werve d'Immerseel[Note 2], écuyer.

#### Baron / Baronne
- Les enfants de M. Cyrille Buysse et de Mme Nelly Dyserinck[Note 34]
- Jean de Brouwer[Note 3], docteur en droit.
- Messire Georges Caroly[Note 3], écuyer, juge honoraire au tribunal civil de première instance d'Anvers, membre honoraire de l'Académie royale des beaux-arts d'Anvers.
- Messire Ultain Coppin de Grinchamps[Note 3], écuyer, docteur en droit.
- Chevalier Armand de Callataÿ[Note 2], lieutenant-général de réserve, ancien commandant de la troisième circonscription militaire et du troisième Corps d'armée
- Messire Ernest Casier[Note 3], écuyer.
- Messire François de Dorlodot, écuyer[Note 1]
- Baron Jean de Dorlodot[Note 26]
- Baron Joseph de Dorlodot[Note 35]
- Nelly Dyserinck[Note 6],[Note 34], veuve de Cyriel Buysse, écrivain.
- Messire Albert Peers de Nieuwburgh[Note 2], écuyer, bourgmestre d'Oostkamp, administrateur de la Société royale des courses d'Ostende.
- Messire Antoine van Pottelsberghe de la Potterie[Note 1], écuyer.
- Messires Guillaume et Iwan Simonis[Note 2], écuyers, industriels.
- Messire André Slingene(ij)er de Goeswin[Note 2], écuyer, général-major honoraire.

#### Chevalier
- Georges et Victor Thorn[Note 3], respectivement colonel d'artillerie et industriel.

#### Noblesse (écuyer)
- Louis de Foy, conservateur honoraire des hypothèques à Bruxelles.
- Jacques et Stanislas de Brouwer, respectivement avocat à la cour d'appel de Gand et docteur en sciences chimiques.

### 1935

#### Comte
- Messire Eugène de Bethune Hesdigneul, écuyer[Note 1].

#### Baron / Baronne
- Messire Joseph Herry[Note 2], écuyer, conseiller d'ambassade.
- Messire Albert Houtart[Note 2], écuyer, gouverneur du Brabant.

#### Chevalier
- Messire Paul Scheyven[Note 2], écuyer, conseiller à la cour d'appel de Bruxelles, auditeur militaire en campagne honoraire.

#### Noblesse (écuyer)
- Henri, Hubert, Marcel, Louis, Raymond et Victor Scheyven.

### 1936

#### Comte
- Messire Maurice Lippens[Note 3], écuyer, ministre d'État, membre du Sénat, gouverneur général honoraire du Congo.

#### Baron
- Messire Georges de le Court[Note 2], écuyer, premier président de la cour d'appel de Bruxelles.
- Messire Jules de Grand-Ry[Note 2], écuyer, commissaire d'arrondissement adjoint à Eupen.
- Messire Alfred Leclercq[Note 2], écuyer, lieutenant-colonel au premier régiment des Guides.
- Armilde Lheureux[Note 3], banquier, présiden et administrateur de sociétés, consul général de Yougoslavie.
- François Vaxelaire[Note 3], président du conseil d'administration de la SA Les Grands Magasins « Au Bon Marché Etablissements Vaxelaire-Claes ».
- Messire Paul Verhaegen[Note 2], écuyer, docteur en droit, consul général honoraire.
- Messire Maximilien van Ypersele de Strihou[Note 3], écuyer, ambassadeur honoraire.

#### Chevalier
- Christophe-Armand Huyghé de Mahenge[Note 3], général-major honoraire des troupes coloniales, commandant d'armée en la campagne de Mahengé.
- Marie-Guillaume Cartuyvels[Note 3], ancien membre du Sénat.

#### Noblesse (écuyer)
- Léon de Gheus[Note 8].
- Guillaume Grisard de la Rochette, bourgmestre de Chaudfontaine, volontaire de guerre 1914 - 1918, administrateur-délégué de la SA Cristal - Chaudfontaine.

### 1937

#### Vicomte
- Messire Henri de Villers de Waroux d'Awans de Bouilhet et de Bovenistier[Note 1], écuyer.

#### Baron / Baronne
- Baron Paul Favereau de Generet[Note 26].
- Messire Georges Iwens de Wavrans[Note 2], écuyer, premier président honoraire de la cour d'appel de Gand.
- Charles Liebrechts[Note 3],[Note 6], lieutenant-colonel honoraire d'artillerie, ancien secrétaire général de l'État indépendant du Congo.
- Messire Marie-Ghislain dit Frantz Meyers[Note 1], écuyer, docteur en droit, procureur au tribunal de première instance de Marche-en-Famenne, volontaire de guerre 1914 - 1918.
- Messire Pierre Nothomb[Note 3], écuyer.
- Messire Georges Radzitzky d'Ostrowick[Note 2], écuyer, substitut de l'Auditeur militaire au Conseil de guerre des provinces de Brabant et de Hainaut.

#### Chevalier
- Alexandre et Ludovic d'Oreye[Note 3].
- Messire Idesbalde le Maistre d'Anstaing[Note 2], écuyer.
- Messire Jean t'Serstevens[Note 1], écuyer, commandant de réserve d'artillerie.
- Victor van Strydonck de Burkel[Note 3], lieutenant-général commandant le Corps de cavalerie.

#### Noblesse (écuyer)
- Jacques Neef de Sainval, capitaine-commandant de réserve de l'artillerie.
- Georges van Oost, administrateur-délégué de la SA « Anciens établissements Alsberge et van Oost ».
- Henri de Quebedo, lieutenant-colonel de cavalerie retraité.

### 1938

#### Prince
- Carl Bernadotte[Note 8],[Note 36], ancien duc d'Ostrogothie et prince de Suède, frère de la reine Astrid et donc beau-frère du roi Léopold III.

#### Comte
- Léon de Marotte de Montigny[Note 8],[Note 3].
- Philippe de Pret Roose de Calesberg[Note 1], écuyer.

#### Vicomte
- Baron Victor Buffin de Chosal[Note 3], lieutenant-général retraité, ancien officier d'ordonnance du roi Albert Ier, président de la Fondation musicale Reine Elisabeth.

#### Baron
- Alfred Bouvier[Note 2], docteur en droit, consul.
- Camille Breuls de Tiecken[Note 2].
- Messire Thierry Fallon[Note 1], écuyer, lieutenant d'artillerie.
- André Franssen von Cortenbach[Note 3].
- Messire René de Kerchove d'Exaerde[Note 3], écuyer.
- Messire Léon de la Kethulle de Ryhove[Note 2], écuyer.
- Jules Poncelet[Note 3], membre de la Chambre des représentants, ministre d'État.
- Messire Alberic Rolin[Note 2], écuyer, commandant de réserve au premier régiment d'aéronautique, membre du conseil supérieur des Finances.
- Messire Joseph Ryelandt[Note 2], écuyer, directeur du Conservatoire de Bruges.
- Louis Vanderheyden à Hauzeur[Note 3], président du conseil d'administration et directeur général de la Compagnie royale Asturienne des Mines.

#### Chevalier
- Messire Robert de Fontaine[Note 2], écuyer, bâtonnier de l'Ordre des avocats de Charleroi.
- Messire Eugène Robyns de Schneidauer[Note 2], écuyer, docteur en droit, ambassadeur honoraire.
- Ernest Zoude[Note 3], docteur en droit, membre du Conseil supérieur de la chasse.

#### Noblesse (écuyer)
- Jean van den Branden.
- Auguste de Breyne, industriel.
- Eléonore de Crane[Note 7]
- Eugène Harmant[Note 37]
- Gilles, Jean et Louis Janssens de Varebeke.
- Benjamin Maus van den Eede, directeur général honoraire à la Régie des Télégraphes et Téléphones.
- Pierre Smits, ingénieur, capitaine-commandant de réserve d'artillerie.

### 1939

#### Vicomte
- Vicomte Gatien du Parc Locmaria[Note 26],[Note 14], gouverneur du prince Baudouin.

#### Baron
- Marie-Gaston Donnay de Casteau[Note 2], lieutenant-général de réserve de cavalerie.
- Messires Léon, Daniel, Jean et Etienne Rolin[Note 2], écuyers, volontaires de guerre 1914 - 1918 (pour les trois derniers).
- Chevalier Joseph de Schaetzen[Note 2], ancien membre du Conseil provincial du Limbourg.
- Chevalier Paul de Schaetzen[Note 3], président honoraire du tribunal de première instance de Tongres.
- Messire Léon Solvyns[Note 2], écuyer, volontaire de guerre 1914 - 1918, lieutenant de réserve honoraire.
- Messires Jacques et Etienne Verhaegen[Note 2], écuyers, volontaires de guerre 1914 - 1918, respectivement avocat général à la cour d'appel de Bruxelles et avocat à la cour d'appel de Bruxelles.
- Messires Philippe et Jacques van Zuylen[Note 2], écuyers.

#### Chevalier
- Messire Hubert Scheyven[Note 2], volontaire de guerre 1914-1918, lieutenant de réserve de cavalerie, notaire.

#### Noblesse (écuyer)
- Fernand van Ackere, membre du Sénat, président de la Fédération des classes moyennes de Belgique.
- Maurice Beeckmans de West-Meerbeeck.
- Joseph de Decker de Brandeken, avocat honoraire à la cour d'appel de Bruxelles, commissaire de l'État honoraire auprès de la Cour des dommages de guerre de Bruxelles, volontaire de guerre 1914 - 1918, capitaine-commandant aviateur honoraire.
- André de la Hamaide[Note 8].
- Victor Van den Peereboom, avocat à la cour d'appel de Liège.

### 1940

#### Comte
- Baron Robert Capelle[Note 2],[Note 17], secrétaire du Roi, envoyé extraordinaire et ministre plénipotentiaire.
- Roger Carpentier de Changy [Note 4],[Note 2].
- Messire Hubert Carton de Wiart[Note 2], écuyer, docteur en droit, secrétaire d'ambassade.

#### Baron
- Ernest Jaspar[Note 3], architecte.
- Messire Edouard du Roy de Blicquy[Note 2], écuyer.
- Baron François Vaxelaire[Note 31], président du conseil d'administration de la SA Les Grands Magasins « Au Bon Marché Etablissements Vaxelaire-Claes ».

#### Chevalier
- Jean Henry de la Lindi[Note 3], ingénieur géologue, général-major honoraire, ancien commissaire général de l'État indépendant du Congo.

#### Noblesse (écuyer)
- Marie-Paul Fontainas, ancien président de l'Institut royal colonial, professeur à l'université catholique de Louvain, administrateur de sociétés minières congolaises.
- Albert Michotte van den Berck, professeur à l'université catholique de Louvain.

## Faveurs nobiliaires accordées par le régent Charles, comte de Flandre, prince de Belgique

### 1946

#### Baron
- Léopold Goffinet[Note 2],[Note 32]
- Henri Goffinet[Note 2].

#### Noblesse (écuyer)
- Louis Goffinet, major de cavalerie.
- Pierre Goffinet.

### 1947

#### Baron
- Emile Casteur[Note 2], envoyé extraordinaire et ministre plénipotentiaire de première classe, ancien directeur général du Commerce extérieur.
- Raoul Richard[Note 2], ingénieur civil des mines, ancien ministre.

### 1948

#### Comte
- Hubert Pierlot [Note 2], ministre d'État, ancien Premier ministre.

### 1949

#### Comte
- Comte Maurice Lippens[Note 31],[Note 38], ministre d'État, membre du Sénat, gouverneur général honoraire du Congo.

#### Baron
- Paul Kronacker[Note 2], docteur en sciences, ancien ministre.
- Georges Moens de Fernig [Note 2], ancien ministre.

## Faveur nobiliaire accordée par le roi Léopold III

### 1950

#### Baron
- Romain Moyersoen[Note 3], docteur en droit, membre du Sénat, ancien ministre.

## Sources
- Paul Janssens et Luc Duerloo, Armorial de la noblesse belge du XVè au XXè siècle, Bruxelles, Crédit Communal, 1992 (ISBN 2871931682, lire sur Wikisource)